# Ривъргроув (град, Орегон)
Ривъргроув (на английски: Rivergrove) е град в окръг Клакамас, щата Орегон, САЩ. Ривъргроув е с население от 324 жители (2000) и обща площ от 0,5 km². Намира се на 40,2 m надморска височина.